# إيمانويل يبواه
ايمانويل يبواه (بالإنجليزية: Emmanuel Yeboah) هو لاعب كرة قدم غاني في مركز نصف الجناح، ولد في 25 فبراير 2003. لعب مع سي إف آر كلوج.